# Осун (річка)
Осун, або Ошун (англ. Oṣun River, Osun River, Oshun River) — річка в південно-західній Нігерії. Річка названа на честь богині родючості Осун з пантеону богів народу йоруба.

## Географія
Річка протікає по території штатів Осун, Огун і Лагос. Тече в південному напрямку, впадає в лагуну Леккі. Довжина — 267 км. Площа басейну — 9014 км². На берегах річки, на околиці міста Ошогбо, розташований священний гай Осун-Осогбо площею 75 га, присвячений богині Осун. У 2005 році священний гай було занесено до Списку об'єктів Світової спадщини ЮНЕСКО у Нігерії.